# Schneckenhausen
Schneckenhausen ist eine Ortsgemeinde im Landkreis Kaiserslautern in Rheinland-Pfalz. Sie gehört der Verbandsgemeinde Otterbach-Otterberg an, innerhalb derer sie gemessen an der Einwohnerzahl die drittkleinste und gemessen an der Fläche die zweitkleinste Ortsgemeinde darstellt.

## Geographie

### Lage
Schneckenhausen liegt im Teilbereich Untere Lauterhöhen des Nordpfälzer Berglandes elf Kilometer nördlich von Kaiserslautern. Ganz im Süden ragt die Gemeindegemarkung bis zu den Ausläufern des zum Pfälzerwald gehörenden Otterberger Wald heran. Zu Schneckenhausen gehört zusätzlich der Wohnplatz Sonnenhof.. Nachbargemeinden sind – im Uhrzeigersinn – Heiligenmoschel, Otterberg, Mehlbach und Schallodenbach.

### Erhebungen
Im Norden am Gemarkungsdreieck zu Heiligenmoschel und Schallodenbach erstreckt sich der Reiserberg (459,7 m ü. NHN). Im äußersten Südosten der Gemarkung an der Grenze zu Heiligenmoschel befindet sich der Andreasberg.

### Gewässer
Der Ort befindet sich an der Quelle des Odenbachs, der nach etwa 22 Kilometern Lauf im gleichnamigen Ort Odenbach in den Glan mündet. Er fließt in die nördliche Richtung mitten durch das Siedlungsgebiet, wo zunächst von links der Steidelbach mündet. Am nordwestlichen Siedlungsrand nimmt er von rechts den Horterbach auf, der den nördlichen Bebauungsrand streift. Im Westen des Gemeindegebiets entspringt der Bach vom Gorrhof, der zeitweise auf das Gebiet von Schallodenbach übersetzt.

## Geschichte
Die erste urkundliche Erwähnung von Schneckenhausen findet man Ende des 12. Jahrhunderts als „Sneggohof“. Der Name geht vermutlich zurück auf den Klosterknecht „Sneggo“, der die dort ansässigen Fischweiher versorgte, im Rahmen seiner Tätigkeit im Kloster Otterberg. Mit dem Wachsen der Siedlung wurde aus „Sneggohof“ später „Sneggohusen“ und ab 1775 Schneckenhausen.
Schneckenhausen gehörte bis zum Ende des 18. Jahrhunderts zur Herrschaft Schallodenbach, die als kurtrierisches Erblehen im Besitz der Grafen von Sickingen war.
Nach 1792 wurde die Region im Ersten Revolutionskrieg von französischen Truppen besetzt und nach dem Frieden von Campo Formio (1797) annektiert. Von 1798 bis 1814 gehörte Schneckenhausen zum französischen Departement Donnersberg und war dem Kanton Otterberg zugeordnet. Aufgrund der auf dem Wiener Kongress (1815) getroffenen Vereinbarungen und einem Tauschvertrag mit Österreich kam die Region 1816 zum Königreich Bayern. Ab 1818 war die Gemeinde Schneckenhausen dem Landkommissariat Kaiserslautern im bayerischen Rheinkreis, später dem Bezirksamt Kaiserslautern zugeordnet, aus dem 1939 der Landkreis Kaiserslautern hervorging.
Nach dem Zweiten Weltkrieg wurde Schneckenhausen innerhalb der französischen Besatzungszone Teil des damals neu gebildeten Landes Rheinland-Pfalz und gehörte bis 1968 zum Regierungsbezirk Pfalz. Im Zuge der ersten rheinland-pfälzischen Verwaltungsreform wurde Schneckenhausen in die neu gebildeten Verbandsgemeinde Otterberg eingegliedert. Seit 1. Juli 2014 gehört sie zur Verbandsgemeinde Otterbach-Otterberg, die durch Fusion der Verbandsgemeinden Otterberg und Otterbach entstand.

## Bevölkerung

### Einwohnerentwicklung
Die Entwicklung der Einwohnerzahl der Gemeinde Schneckenhausen, die Werte von 1871 bis 1987 beruhen auf Volkszählungen:
| Jahr | Einwohner |
| ---- | --------- |
| 1815 | 344       |
| 1835 | 496       |
| 1871 | 357       |
| 1905 | 401       |
| 1939 | 425       |

| Jahr | Einwohner |
| ---- | --------- |
| 1950 | 472       |
| 1961 | 506       |
| 1970 | 510       |
| 1987 | 548       |
| 1997 | 631       |

| Jahr | Einwohner |
| ---- | --------- |
| 2005 | 630       |
| 2011 | 595       |
| 2017 | 578       |
| 2024 | 576       |

### Religion
Die Katholiken gehören zum Bistum Speyer und unterstehen dort dem Dekanat Kaiserslautern, die Evangelischen zur Protestantischen Landeskirche der Pfalz.

## Politik

### Gemeinderat
Der Gemeinderat in Schneckenhausen besteht aus zwölf Ratsmitgliedern, die bei der Kommunalwahl am 9. Juni 2024 in einer Mehrheitswahl gewählt wurden, und – wenn das Amt wieder besetzt werden konnte – dem ehrenamtlichen Ortsbürgermeister als Vorsitzendem.

### Ortsbürgermeister
Das Amt ist derzeit vakant. Letzte Ortsbürgermeisterin von Schneckenhausen war Hanna-Lore Scharding (FWG). Da bei der Direktwahl am 26. Mai 2019 kein Kandidat angetreten war, oblag die Neuwahl des Bürgermeisters gemäß rheinland-pfälzischer Gemeindeordnung dem Rat, der sich auf seiner konstituierenden Sitzung am 12. August 2019 mehrheitlich für Hanna-Lore Scharding entschied. Im Sommer 2021 legte sie ihr Amt aus persönlichen Gründen nieder. Da sich kein Nachfolger fand, wurde Harald Westrich, der Bürgermeister der Verbandsgemeinde Otterbach-Otterberg, ab dem 1. Mai 2022 als Beauftragter eingesetzt, um die laufenden Aufgaben fortzuführen. Auch bei der Direktwahl am 9. Juni 2024 und bei der Konstituierung des neuen Rates fand sich kein Kandidat, sodass die bisherige Lösung zunächst weiter Bestand hat.
Schardings Vorgänger waren Konrad Schiwek (Amtszeit 2014–2019) und zuvor Gerhard Schohl, der das Amt 17 Jahre innehatte.

### Wappen
| Wappen von Schneckenhausen | Blasonierung: „Von Schwarz und Silber geteilt, oben fünf silberne Bollen 2:1:2, unten eine rote Schnecke mit Schneckenhaus.“                                                                            |
| Wappen von Schneckenhausen | Wappenbegründung: Die Bollen erinnern an die ehemaligen Ortsherren, die Herren von Sickingen, und die Schnecke verweist redend auf den Ortsnamen. Es wurde 1960 vom Mainzer Innenministerium genehmigt. |

## Kultur und Sehenswürdigkeiten
Vor Ort befinden sich insgesamt vier Objekte, die unter Denkmalschutz stehen, darunter die folgenden:
Beim protestantischen Glockenturm handelt es sich um ein offenes Geläut mit Eisenkonstruktion aus dem Jahr 1895. Die ehemalige Schule von 1913 stellt einen Kubus unter Pyramidendach mit Vorhalle dar, der zusätzlich einen gestaffelten Toilettenanbau umfasst. Die katholische Kirche St. Wendelin ist ein im Rundbogenstil gehaltener Saalbau, der in den Jahren 1843 und 1844 errichtet wurde; Architekt war der Zivilbauinspektor August von Voit aus Speyer.

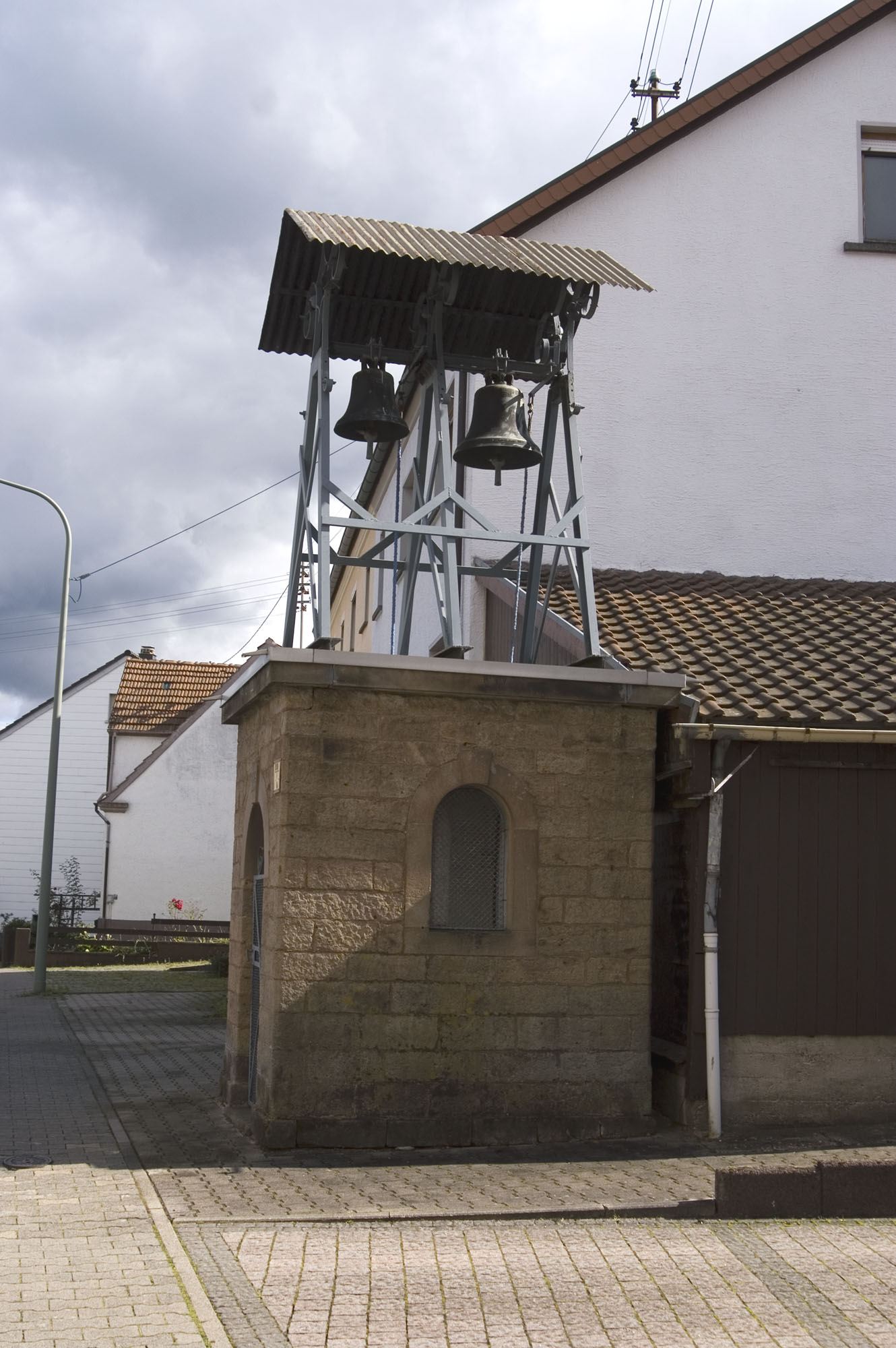
Protestantischer Glockenturm
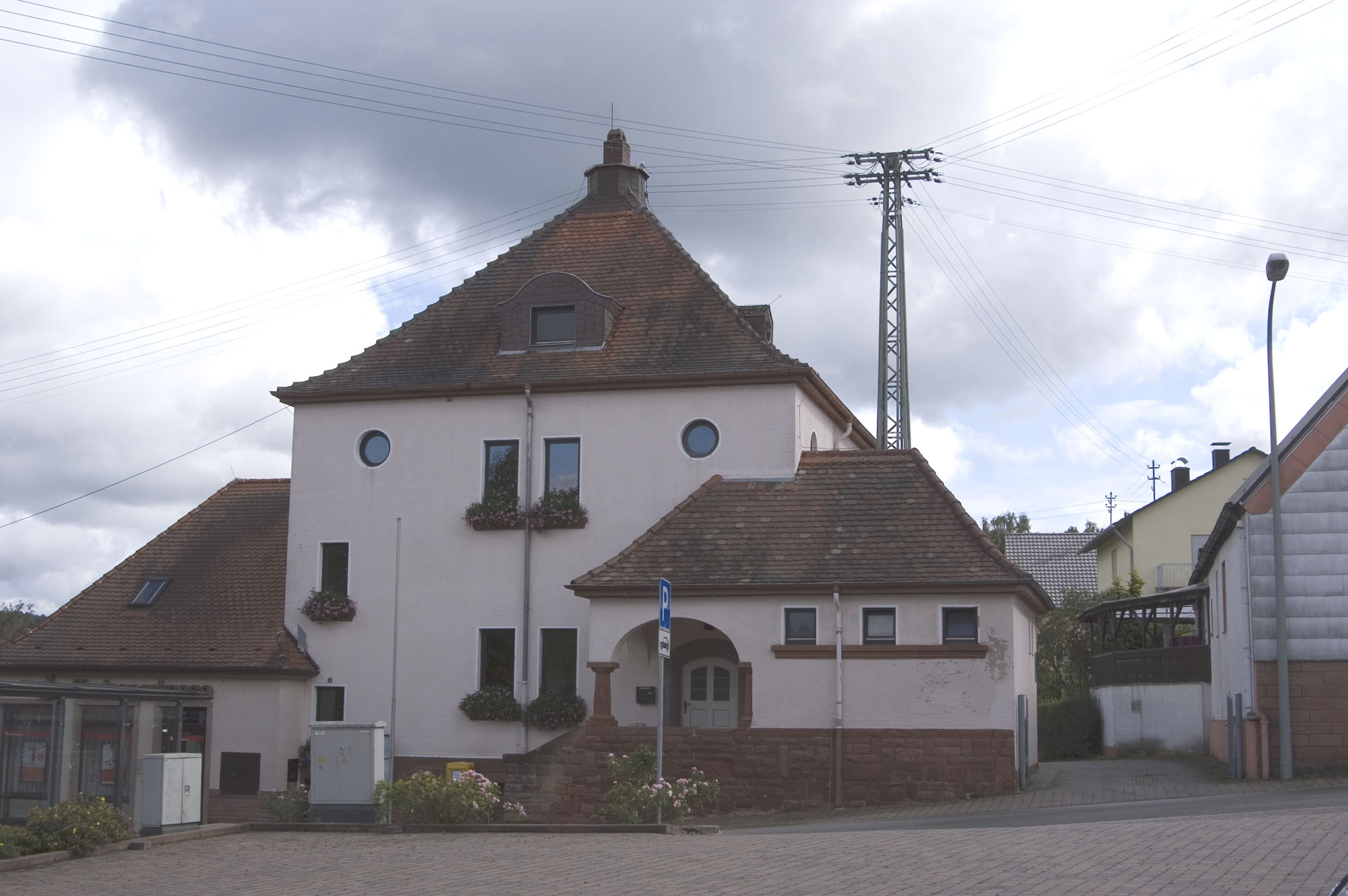
Ehemaliges Schulhaus
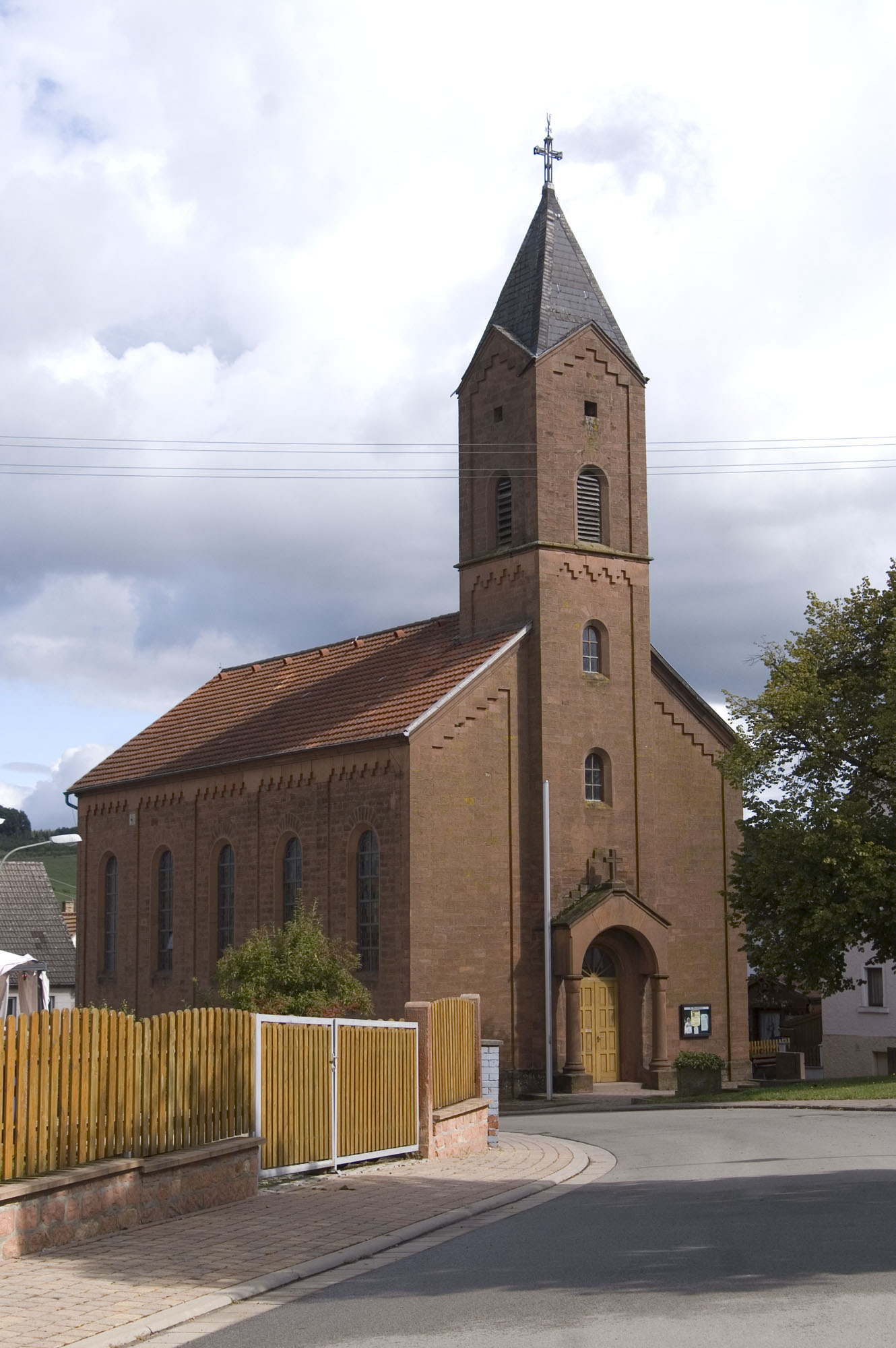
Katholische Kirche
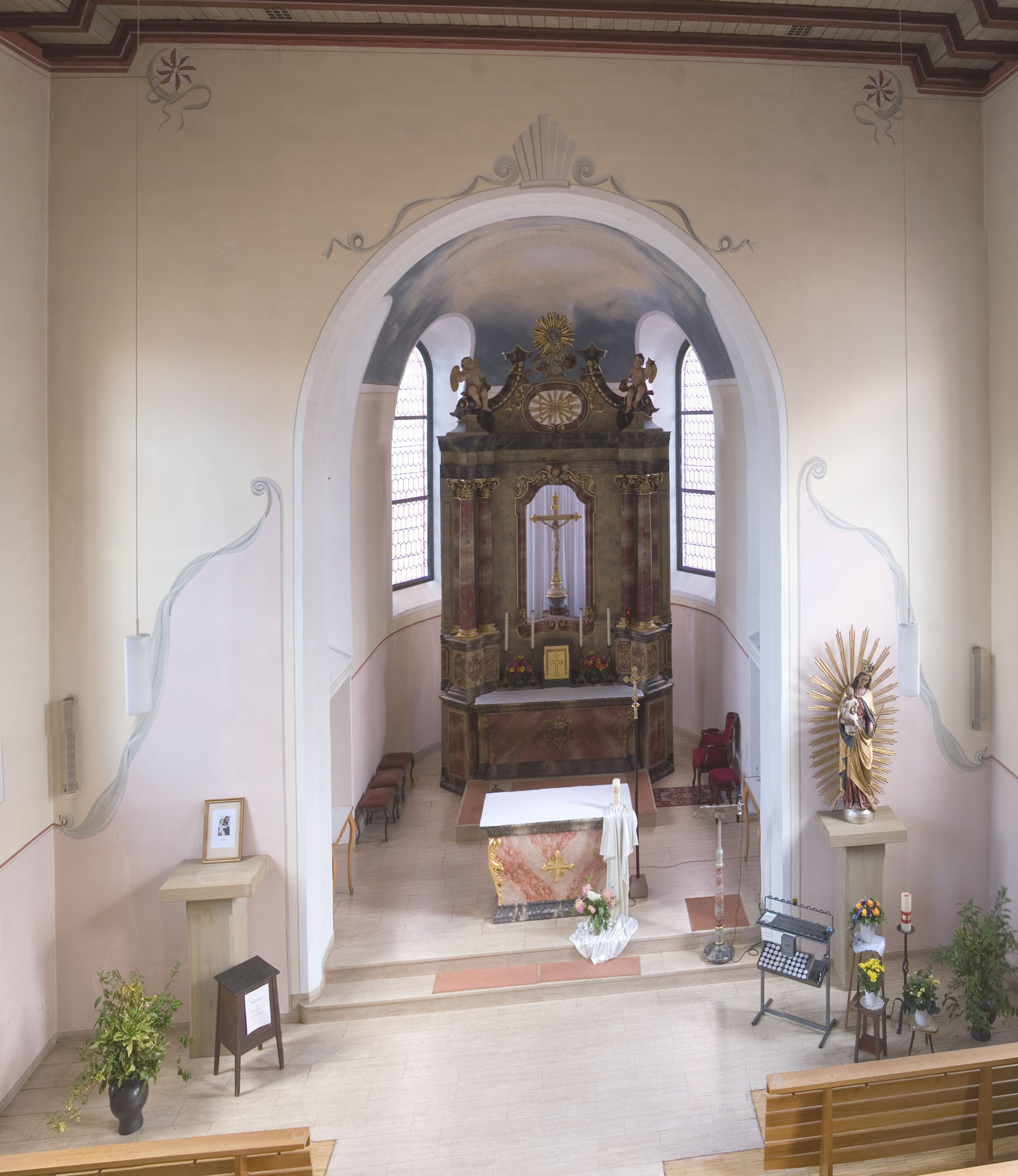
Katholische Kirche, Altar

## Verkehr

### Nahverkehr
Der Öffentliche Nahverkehr ist in den Verkehrsverbund Rhein-Neckar integriert. Die Linien 130 und 131 der DB Regio Bus Mitte GmbH verbinden den Ort mit Kaiserslautern. Der nächste Bahnhof ist Katzweiler an der von Kaiserslautern nach Lauterecken-Grumbach verlaufenden Lautertalbahn, etwa sieben Kilometer südwestlich von Schneckenhausen gelegen.

### Straße
Durch Schneckenhausen verläuft die Landesstraße 382, die die Gemeinden in nördliche Richtung mit Odenbach und in die südliche Richtung mit Otterberg, Mehlingen sowie Enkenbach-Alsenborn verbindet. Im nördlichen Gemeindegebiet zweigt von dieser die über Heiligenmoschen bis nach Gehrweiler führende Landesstraße 388 ab und im Siedlungsgebiet die Kreisstraße 33, die den zu Heiligenmoschel gehörenden Weiler Horterhof anbindet. Parallel zur Lautertalbahn verläuft die Bundesstraße 270.

## Ehrenbürger
- Willibald Scharding (†), erster Ehrenbürger Schneckenhausens[17]
- Hans Denig (* 1935), geehrt 2015 für sein langjähriges Wirken in der Kommunalpolitik als Gemeinderat und Beigeordneter[17]